# Nécropole nationale de la Doua
La nécropole nationale de la Doua, ou cimetière national militaire de la Doua, est un cimetière militaire, situé à Villeurbanne, en France. Le cimetière rassemble des tombes de soldats ou de résistants, français ou issus de troupes alliées de la Première Guerre mondiale ou de la Seconde Guerre mondiale, tous Morts pour la France. Durant la Seconde Guerre mondiale, le lieu, alors ancien terrain d'entraînement de l'armée française a servi à l'occupant nazi de lieu régulier de fusillades de résistants ; en particulier, de résistants prisonniers à Montluc.

## Présentation

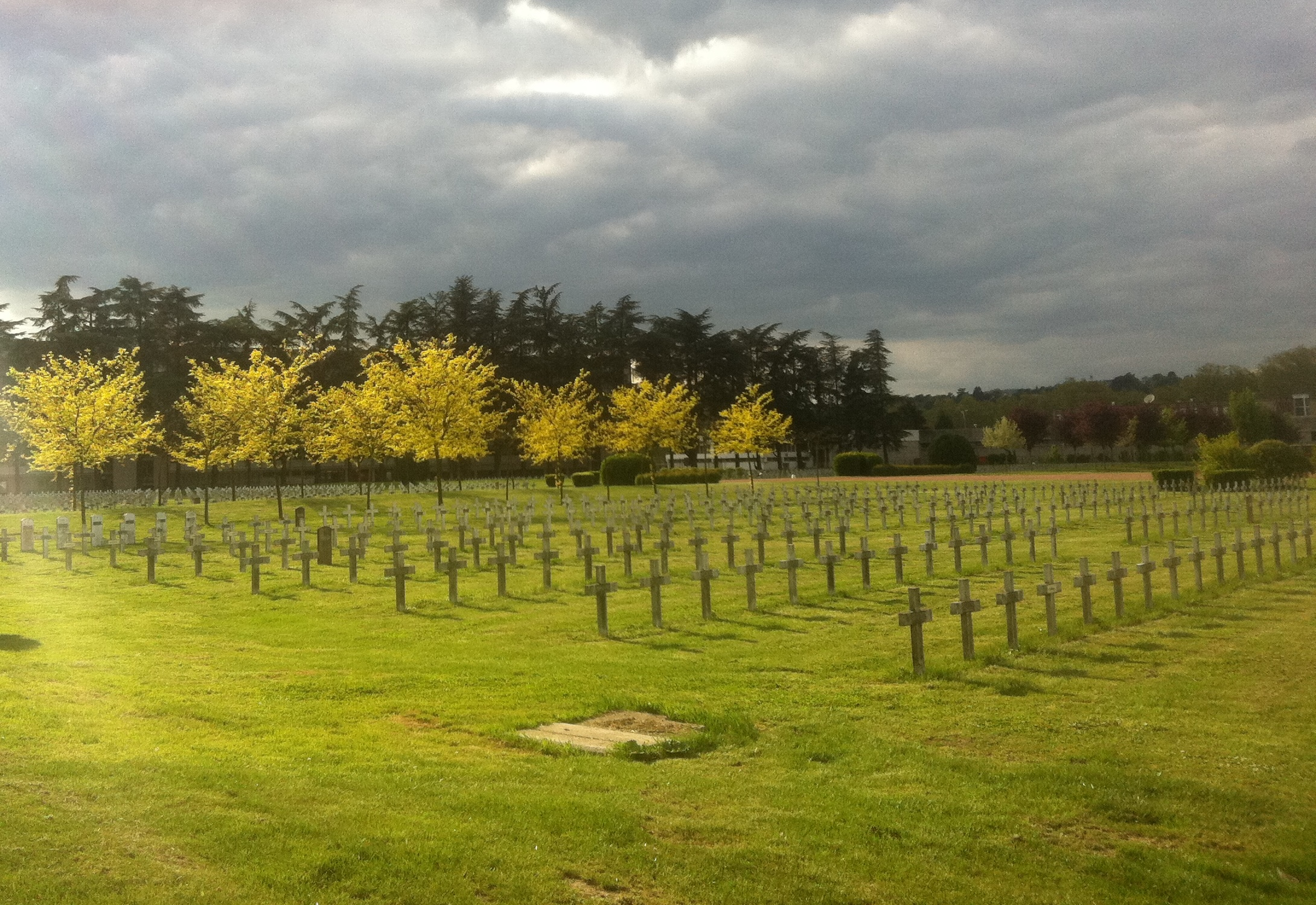
Vue du cimetière ; carré E.

Le cimetière, inauguré en 1954, s'organise autour d'un lieu nommé la « Butte des fusillés » et se répartit selon sept carrés : A, B, C, D, E, F et G. Il est situé dans le quartier de La Doua à Villeurbanne.

### La «Butte des fusillés»
En septembre 1945, 77 corps de résistants, luxembourgeois et soldats allemands, dont les dates de morts s'étalent entre octobre 1943 et juin 1944, furent retrouvés dans ce lieu qui servait régulièrement de lieu d’exécution à l'occupant allemand. Le lieu précis de l’exécution par fusillade de ces résistants est le « Mur des fusillés ». 60 corps ont été rendus à leurs familles ; les 17 autres corps, dont certains portent la mention « Inconnu », sont inhumés sur l'autre versant de la « Butte des fusillés ».
En 1995, une plaque commémorative fut apposée sur le « Mur des fusillés », répertoriant les 77 résistants fusillés.

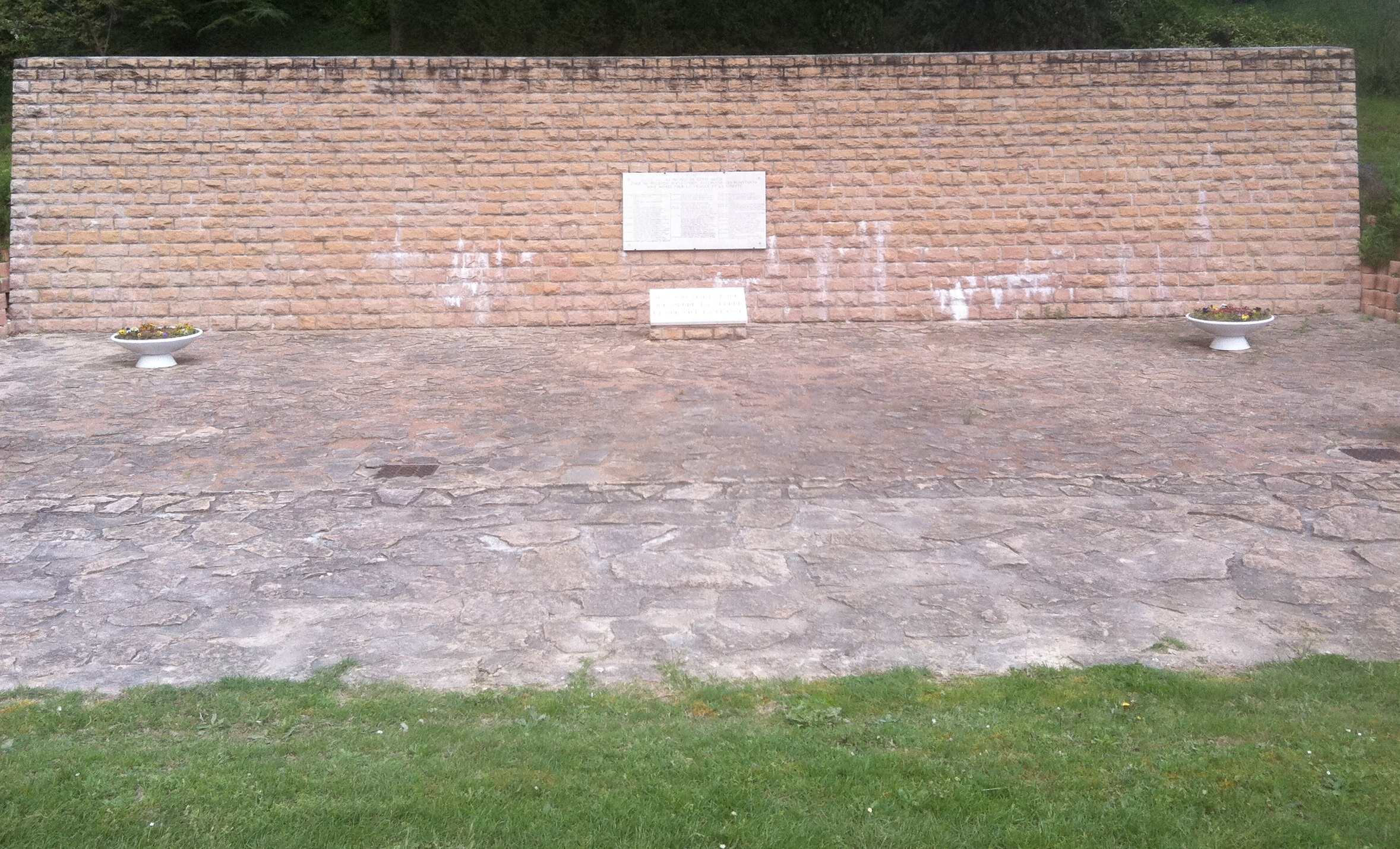
Le « Mur des fusillés ».
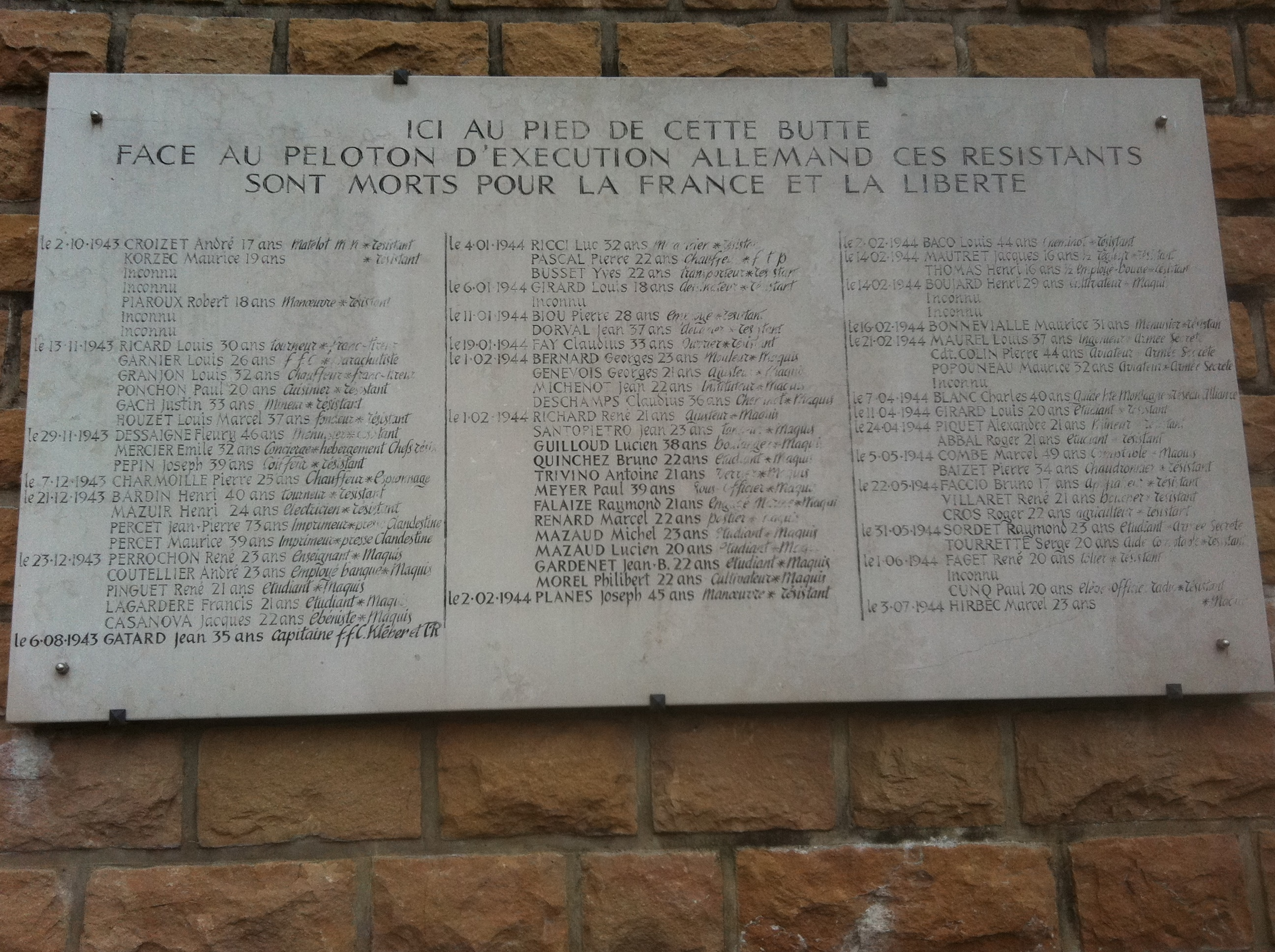
La plaque répertoriant les 77 résistants fusillés.
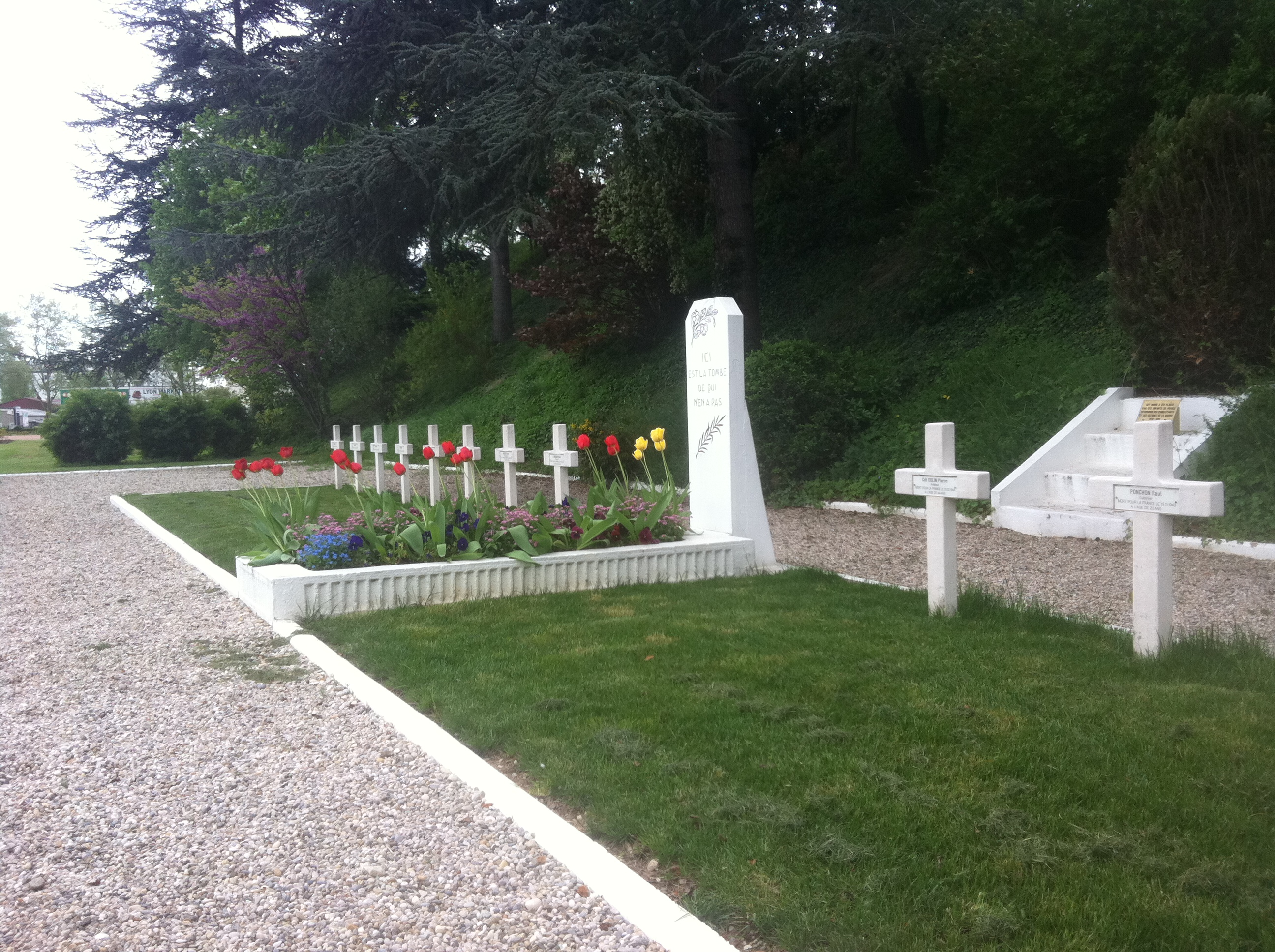
Les tombes des « 17 » sur l'autre versant de la « Butte des fusillés ».

### Le cimetière

#### Exhumations et inhumations

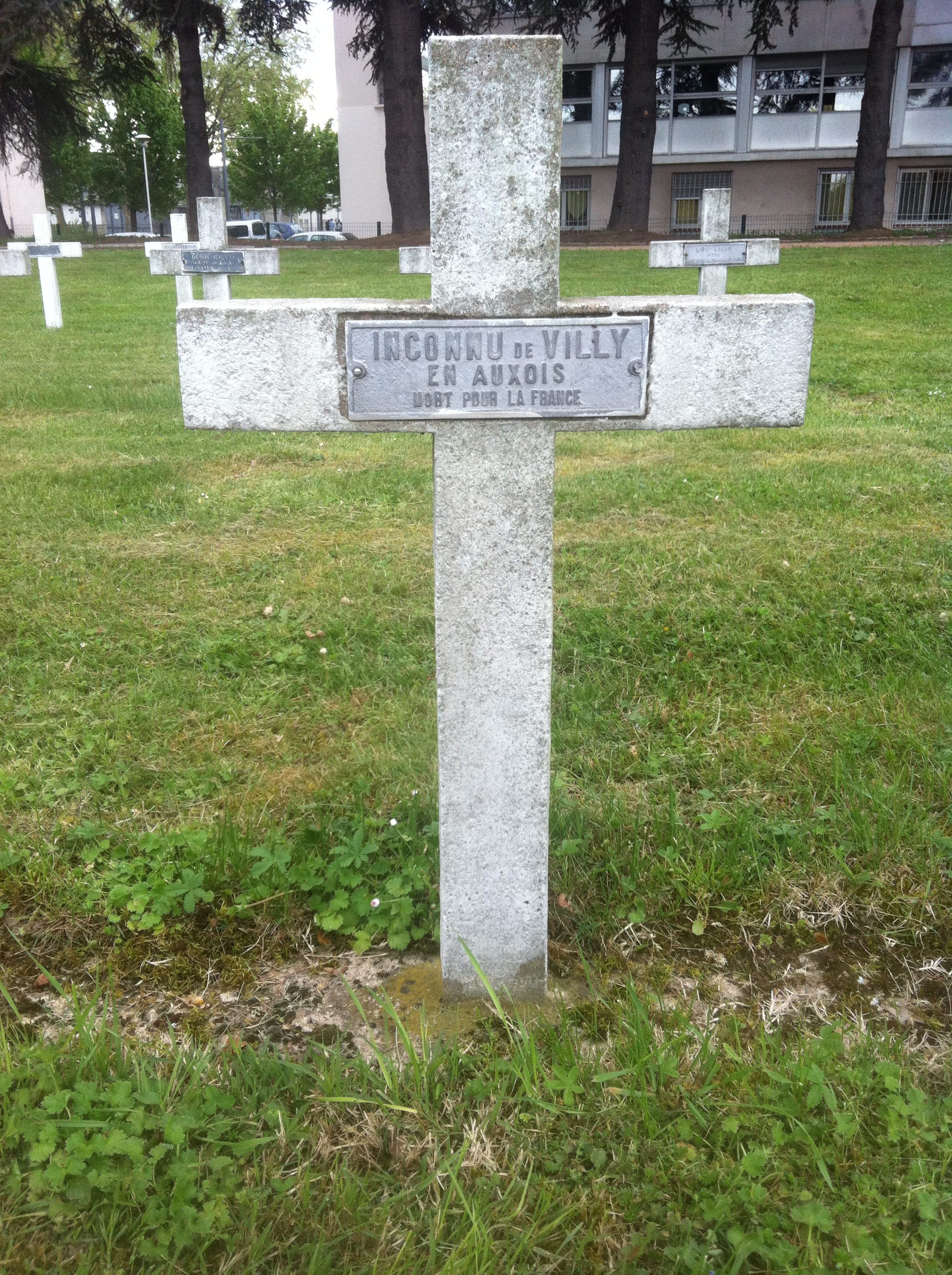
La tombe du maquisard inconnu de Villy-en-Auxois (carré E).

Que ce soient des soldats de la Première Guerre mondiale ou des soldats (ou résistants) de la Seconde Guerre mondiale, un certain nombre d'inhumations ont donné lieu à des exhumations préalables :
- Concernant la Première Guerre mondiale : des exhumations depuis des carrés communaux ; à titre d'exemple 221 corps provenant du carré communal de Villeurbanne ont été transférés à la nécropole de la Doua[1] ;
- Concernant la Seconde Guerre mondiale : des corps exhumés de cimetières militaires[1] de la région, ou de carrés communaux[1] (où étaient inhumés des résistants des différents maquis de la région). Parfois, une mention « Inconnu » sur une stèle est ainsi complétée par le lieu d'exhumation : à titre d'exemple, l'inconnu de Villy-en-Auxois.

- En 2015, un corps enterré comme « inconnu » à la nécropole est exhumé pour tenter une identification génétique[3]. Ce n'est qu'en 2019 qu'il est formellement identifié comme celui de Georges Coran[4], dernier fusillé d'Idron le 26 août 1944, qui était resté anonyme.

#### Le carré musulman
Le carré C de la nécropole est constitué par un carré musulman d'environ 200 tombes de soldats de la Première Guerre mondiale.

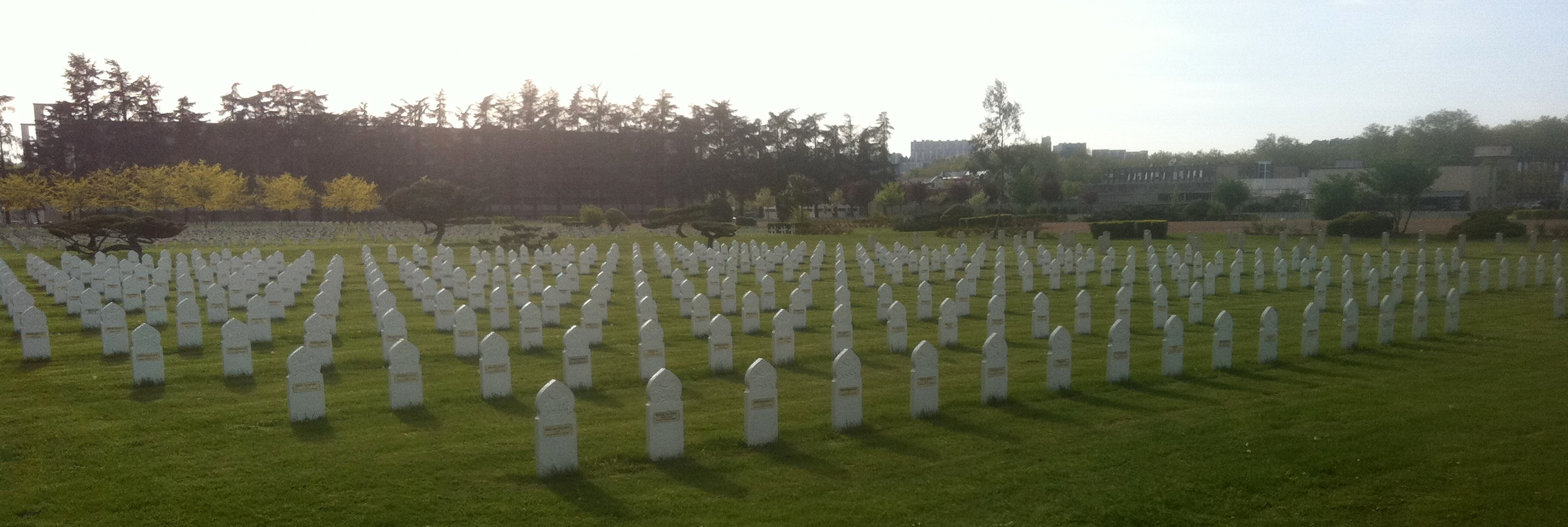
Vue du carré C de la nécropole de la Doua.

#### Accident ferroviaire de Saint-Michel-de-Maurienne
En 1961, les dépouilles de plus de 450 soldats tués lors de l'accident ferroviaire de Saint-Michel-de-Maurienne du 12 décembre 1917 y furent transférées.

#### Personnalités inhumées
- Hélène et Victor Basch
- Jacques Trolley de Prévaux[6]
- André Bollier[6]
- Gustave André[6]
- Tola Vologe
- Pierre Bernheim[6]

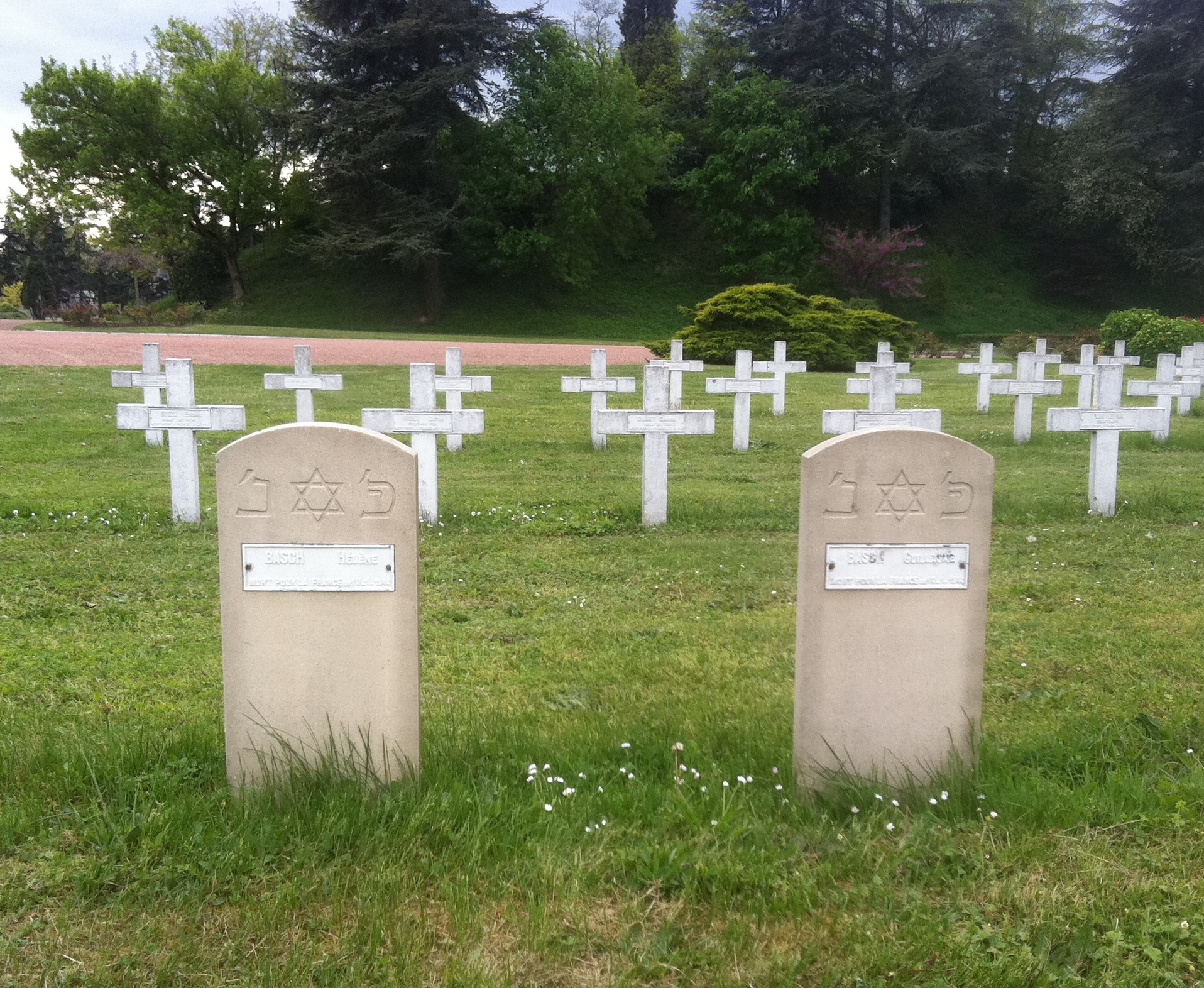
Tombes d'Hélène et Victor Basch.

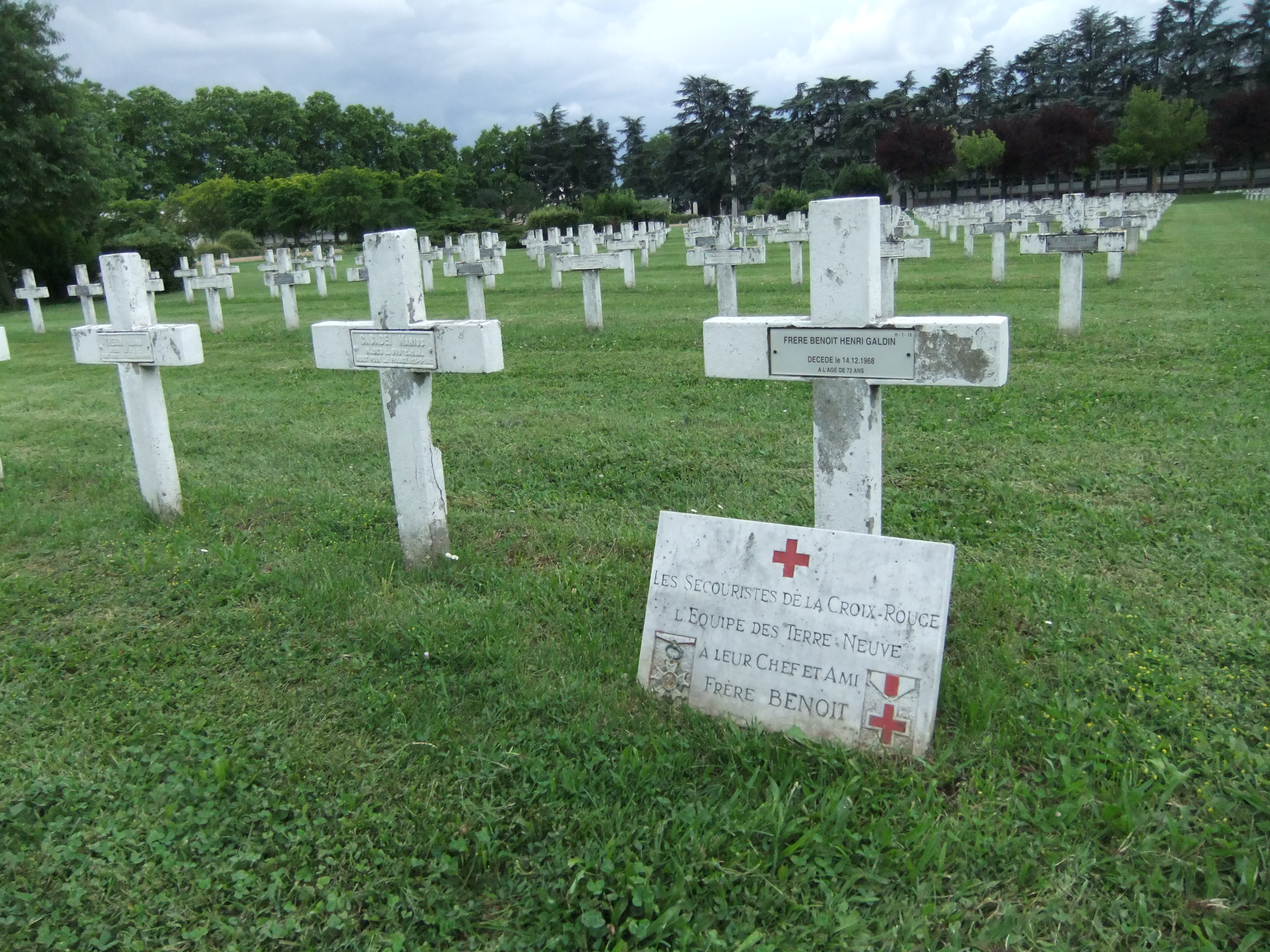
Tombe de Frère Benoit

- Fortuné Delsaux, Compagnon de la Libération[7]
- Henri Galdin (1896-1968), dit Frère Benoît, seul civil enterré dans ce cimetière[8], car il découvrit en 1945 le charnier de La Doua et participa à l’exhumation des corps[9].